# Bolentino
Il bolentino è una tecnica di pesca sportiva che viene praticata dalla barca a motore fermo ancorata o libera di spostarsi con le correnti (deriva o scarroccio), con la canna da pesca oppure con una lenza a mano detta anche togna.

## Lenza e attrezzatura

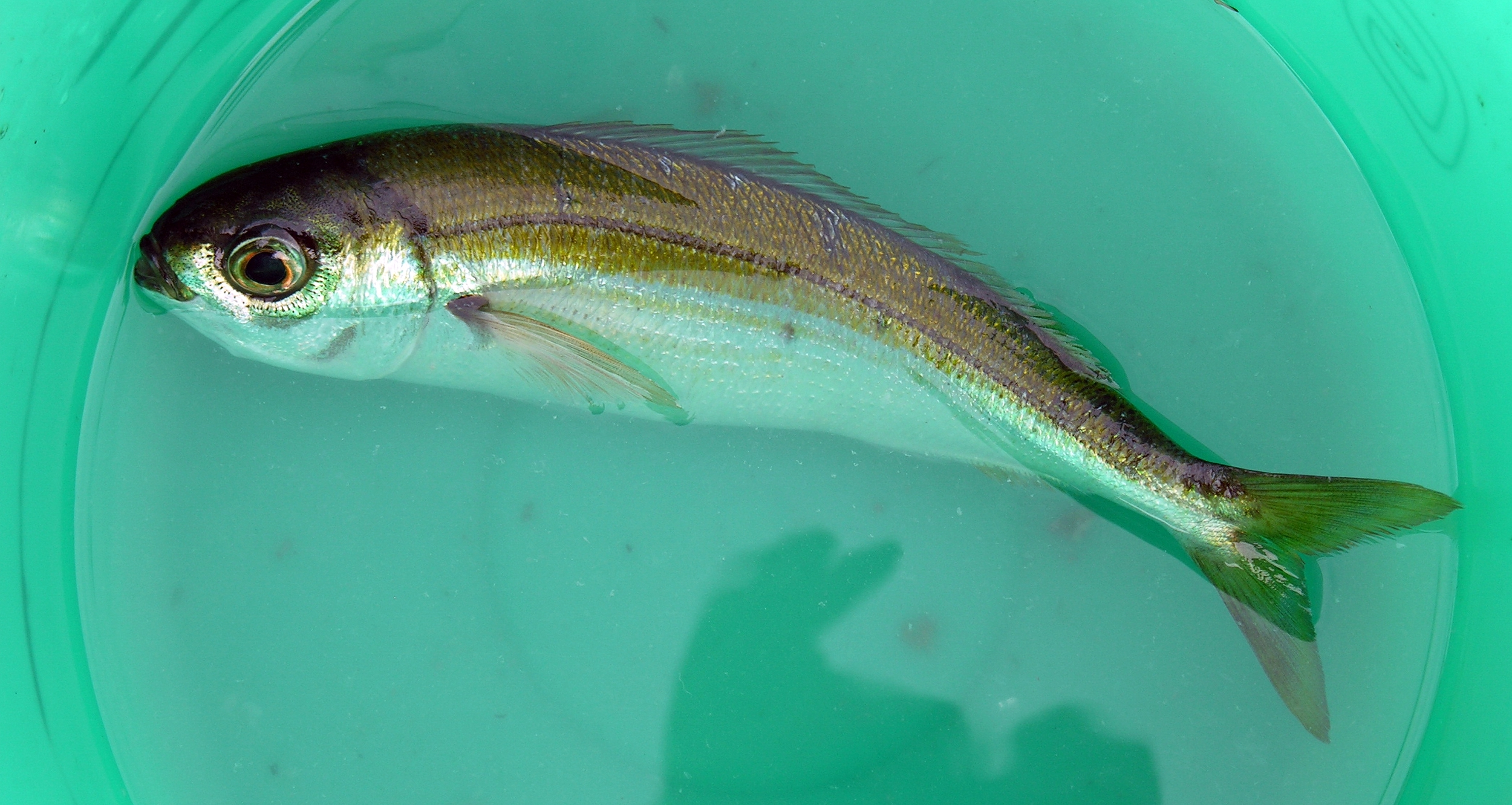
Una boga, cattura frequente a bolentino

La lenza (o togna) è composta da un pezzo di sughero di forma quadrangolare su cui è avvolto il filo di nylon.
Le canne maggiormente utilizzate hanno in media una lunghezza di 150 centimetri e sono dotate di mulinelli con bobine grandi. I fili utilizzati possono essere sia in nylon oppure in dacron, che a parità di diametro col nylon hanno una resistenza (carico di rottura) maggiore.
La canna da pesca permette di avvertire le toccate dei pesci osservando la punta della canna, mentre utilizzando la togna ci si accorge della mangiata delle prede tenendo il filo sulle dita.
Alla lenza o al filo, detto "madre", di solito di grande diametro (dallo 0,20 allo 1,00 ed oltre) mediante l'ausilio di apposite girelle, viene agganciato il terminale più sottile.
Al termine della lenza viene assicurato un piombo di peso variabile a seconda della profondità di pesca, delle correnti, ecc. Il piombo può essere inserito sia prima della girella, in tal caso il terminale striscia sul fondo, sia al termine della lenza, con uno o più terminali inseriti sulla madre che pescano a mezz'acqua.
Di solito la lenza porta almeno due ami e fino a sei.
Se si utilizza la canna da pesca, il terminale ha una lunghezza leggermente più corta della canna, circa l'80% della lunghezza della canna.
Invece, se si utilizza la togna, la lunghezza del terminale è pari, secondo gli usi, alla lunghezza del braccio del pescatore.

## Esca
Nella pesca a bolentino le esche che possono essere impiegate sono molte, le più comuni sono: i crostacei come il gambero delle varie specie, la mazzancolla o il paguro, i molluschi sia cefalopidi, per esempio il polpo o la seppia che gasteropodi (come il murice), i vermi e i piccoli pesci come la sardina e l'acciuga. Possono essere utilizzate anche esche artificiali, principalmente il sabiki: delle sferette fluorescenti di fabbricazione giapponese anche note comunemente come "albero di Natale" o "mitraglietta".
Nel bolentino di profondità le esche impiegate comunemente sono: le sardine, le alacce, il calamaro o una particolare classe di piccoli cefalopodi nota come "occhi di canna"

## Tipi di bolentino
Il bolentino che più spesso viene praticato dai principianti è quello costiero, effettuato su fondali fino a 40 m, sia sabbiosi che scogliosi ed è destinato alla cattura di pesci di piccola taglia, si può effettuare una pesca a mezz'acqua, soprattutto con l'ausilio del sabiki giapponese.

### Bolentino di profondità
Il bolentino di profondità è una tecnica di pesca che avviene spesso con l'ausilio di grandi carrucole o di un mulinello elettrico che permette il recupero da grandi profondità. Il mulinello elettrico si rende necessario anche a seguito dell'utilizzo di zavorre pesanti anche 2 kg.
Il meccanismo di pesca è simile a quello del bolentino tradizionale: una paratura con attaccati un certo numero di ami, invece le principali differenze sono:
- i materiali utilizzati: il filo trecciato per la lenza madre per ridurre l'attrito nell'acqua, il cavetto d'acciaio per la lenza madre del terminale e fonti di illuminazione che consentono di attrarre i pesci.
- il numero di ami: generalmente pari o superiore per massimizzare la probabilità di cattura
- i tempi di attesa per far arrivare la zavorra a fondo e poi per recuperarla

## Prede
Il bolentino costiero effettuato su fondi scogliosi o di Posidonia consente buone catture di labridi come tordi e donzelle, perchie, sciarrani, saraghi, boghe, scorfani e molte altre specie. Su fondi sabbiosi si catturano di solito molti sparaglioni, fragolini, triglie di fango, pesci piatti, tracine e gallinelle.
Il bolentino di profondità porta alla cattura soprattutto di occhioni, naselli, gronghi, pesci San Pietro e pesci bandiera.
Pescando a mezz'acqua con le esche fluorescenti le prede sono soprattutto sgombri, lanzardi e sugarelli, occasionalmente anche alacce e grosse boghe.